# Филипо Цана
Филипо Цана (итал. Filippo Zana; 18. март 1999) италијански је професионални бициклиста који тренутно вози за UCI ворлд тур тим — Џејко—алула. Освојио је по једном Адријатика јоника трку, Чех сајклинг тур, првенство Италије у друмској вожњи и Тур оф Словенију.
Каријеру је почео 2018. године, када је освојио класик Гран премио Каподарко, док је 2019. завршио на десетом мјесту Чиклистико Ђиро д’Италија, за возаче до 23 године. У августу 2020. по први пут је возио неку монументални класик — Ђиро ди Ломбардију, док је два мјесеца касније возио своју прву гранд тур трку — Ђиро д’Италију. Године 2021. освојио је Чех сајклинг тур, уз класификацију по поенима и класификацију за најбољег младог возача, док је Тур де л’Авенир завршио на трећем мјесту. Године 2022. освојио је Адријатика јоника трку и првенство Италије у друмској вожњи, док је на Тур де Лимузен трци освојио класификацију за најбољег младог возача.
Године 2023. остварио је једну етапну побједу на Ђиро д’Италији, коју је завршио на 18 мјесту у генералном пласману, након чега је освојио Тур оф Словенија трку, испред Матеја Мохорича. У финишу сезоне завршио је Тре вали Варезине на шестом мјесту, у групи која је дошла на циљ 18 секунди иза Илана ван Вилдера.